# Royal Republic
Royal Republic ist eine Rockband aus der schwedischen Stadt Malmö.

## Geschichte

### 2007–2012: Gründung undWe Are the Royal
Royal Republic wurden 2007 in Malmö, Schweden gegründet. Das erste Album We Are the Royal wurde in den Beach House Studios unter der Leitung des Produzenten Anders Hallbäck in Malmö aufgenommen. Das Album wurde in den ToyTown Studios gemixt und 2009 mit Hilfe von Stefan Glaumann fertiggestellt. Das Album wurde in Schweden am 6. August 2010 veröffentlicht und von Kritikern, Fans und Radiosendern sehr gut angenommen.
Die ersten drei Singles erreichten allesamt Platz 1 der Bandit Rock’s Most-Wanted-Liste. Tommy-Gun erreichte ebenfalls Platz 1 in den MTV Rockcharts. Bekanntheit in Deutschland erlangte die Band unter anderem durch die gemeinsame Tour mit den Donots. 2011 spielte die Band außerdem erstmals die deutschen Traditionsfestivals Rock am Ring und Rock im Park.

### 2012–2014:Save the Nation
Am 24. August 2012 veröffentlichte die Band ihr zweites Album Save the Nation, das im Hansa Studio 1 und dem Hansa Mix Room von dem Produzenten Michael Ilbert aufgenommen wurde. Das Mastering zu Save the Nation übernahm der Amerikaner Tom Coyne bei Sterling Sound in New York City.
Das Album erhielt durchweg gute Kritiken, das sich auch in der besseren Chartplatzierung zum Vorgänger widerspiegelte.
Auf das Album folgten diverse Auftritte unter anderem in Australien, dem Vereinigten Königreich, Deutschland, Frankreich und den Benelux-Staaten. Besondere Aufmerksamkeit erlangte Royal Republic durch Auftritte als Vorgruppe von Bands wie Social Distortion, The Subways, Die Toten Hosen und blink-182.

### 2014–2016: Royal Republic & the Nosebreakers
Am 28. März 2014 veröffentlichten die Schweden die Platte Royal Republic and the Nosebreakers, auf der Titel der zwei Vorgängeralben We Are the Royal und Save the Nation akustisch und mit starken Country-Einflüssen interpretiert wurden. Zur Realisation des Projektes holten sich Adam Grahn, Hannes Irengard, Jonas Almén und Per Andreasson Verstärkung von diversen Studiomusikern, allen voran Daniel Olsson, Anders Svensson und Oskar Appelqvist, die ebenfalls live mit der Band auftraten.
Bis auf This Means War wurden alle Stücke im Sunnana Studio von Markus Nilsson aufgenommen. Die Abmischung übernahm, wie bereits auf dem Vorgängeralbum, größtenteils Michael Ilbert im Hansa Mix Room. Das Mastering erfolgte bei Chartmakers von Svante Forsbäck.
Die Tour zu dem Akustik-Album umfasste neun Konzerte in Deutschland, Frankreich, Schweiz, Tschechien, Österreich und Polen.

### 2016:Weekend Man
Am 26. Februar 2016 erschien Royal Republics viertes Album Weekend Man. Produzenten für das aktuelle Album sind Christian Neander und Michael Tibes. So wie auch ihre Vorgänger, wurde Weekend Man von Michael Ilbert im Hansa Mix Room gemischt und von Tom Coyne von Sterling Sound gemastert.

### 2019:Club Majesty
Am 31. Mai 2019 erschien ihr fünftes Album Club Majesty. Dieses Album wurde von dem deutschen unabhängigen Label Nuclear Blast produziert. Die Club Majesty Tour, welche für 2020 und 2021 geplant war, musste aufgrund der Pandemie auf 2022 und 2023 verschoben werden. Die Tour, welche mittlerweile in Rata-Tata Tour umbenannt wurde, angepasst an eine neuere gleichnamige Single, umfasst 24 Konzerte in Deutschland, Tschechien, Frankreich, Ungarn, Schweiz, Österreich, Niederlande und Polen. Für einige der Tourorte tritt die Band Skindred als Vorband auf.

### 2024:Lovecop
Am 7. Juni 2024 erschien ihr sechstes Album Lovecop.

### Royal Republic und Kraftklub
Über die Jahre hat sich die Band mit der deutschen Rockband Kraftklub angefreundet. So spielt Royal Republic des Öfteren den Song eure Mädchen von Kraftklub teilweise auch mit Unterstützung des Frontsängers Felix Kummer der Band Kraftklub.
Laut Aussagen von Adam Grahn, dem Frontmann der Band Royal Republic, konnte er den Song schon auswendig, da dieser in dem Computerspiel FIFA 13 vorkam.
Als sie sich im selben Jahr auf dem Festival Rock am Ring trafen, begann die Freundschaft der beiden Bands. Seit jeher tritt Felix Brummer ab und an bei Auftritten von Royal Republic als Gast auf und spielte mit ihnen seinen Song eure Mädchen. Auch die Band Kraftklub hatte den Frontmann Adam Grahn von Royal Republic schon auf der Bühne zu Gast, um deren Song eure Mädchen zu spielen. Doch auch andere Songs gibt die Kombination der beiden Bands gerne von sich. 2014 spielten Kraftklub mit Gastauftritt von Adam Grahn eine Coverversion des Songs Blitzkrieg Bop der Band Ramones live in der Dortmunder Westfalenhalle zum 25-Jahre-Jubiläum des Visions-Festivals.

## Diskografie

### Studioalben
| Jahr | Titel Musiklabel                      | Höchstplatzierung, Gesamtwochen, AuszeichnungChartplatzierungen (Jahr, Titel, Musiklabel, Platzierungen, Wochen, Auszeichnungen, Anmerkungen) | Höchstplatzierung, Gesamtwochen, AuszeichnungChartplatzierungen (Jahr, Titel, Musiklabel, Platzierungen, Wochen, Auszeichnungen, Anmerkungen) | Höchstplatzierung, Gesamtwochen, AuszeichnungChartplatzierungen (Jahr, Titel, Musiklabel, Platzierungen, Wochen, Auszeichnungen, Anmerkungen) | Höchstplatzierung, Gesamtwochen, AuszeichnungChartplatzierungen (Jahr, Titel, Musiklabel, Platzierungen, Wochen, Auszeichnungen, Anmerkungen) | Anmerkungen                            |
| Jahr | Titel Musiklabel                      | DE | AT | CH | SE | Anmerkungen                            |
| ---- | ------------------------------------- | --- | --- | --- | --- | -------------------------------------- |
| 2010 | We Are the Royal Roadrunner Records   | DE84 (1 Wo.)DE | — | — | SE44 (1 Wo.)SE | Erstveröffentlichung: 30. Juli 2010    |
| 2012 | Save the Nation Odyssey Music Network | DE14 (3 Wo.)DE | AT59 (1 Wo.)AT | CH60 (1 Wo.)CH | SE24 (2 Wo.)SE | Erstveröffentlichung: 24. August 2012  |
| 2016 | Weekend Man Capitol Records           | DE15 (3 Wo.)DE | AT45 (1 Wo.)AT | CH93 (1 Wo.)CH | — | Erstveröffentlichung: 26. Februar 2016 |
| 2019 | Club Majesty Nuclear Blast            | DE17 (1 Wo.)DE | AT68 (1 Wo.)AT | CH51 (1 Wo.)CH | — | Erstveröffentlichung: 31. Mai 2019     |
| 2024 | LoveCop Odyssey Music Network         | DE11 (1 Wo.)DE | — | CH60 (1 Wo.)CH | — | Erstveröffentlichung: 7. Juni 2024     |

### EPs
- 2009: All Because of You
- 2014: Royal Republic and the Nosebreakers
- 2023:  Hits & Pieces

### Singles
- 2009: All Because of You
- 2010: Underwear
- 2010: Tommy-Gun
- 2011: Full Steam Spacemachine
- 2012: Addictive
- 2012: Everybody Wants to Be an Astronaut
- 2015: When I See You Dance with Another
- 2016: Baby
- 2016: Uh Huh
- 2019: Fireman & Dancer
- 2019: Boomerang
- 2019: Anna-Leigh
- 2020: Superlove
- 2020: Magic
- 2021: Rata-Tata
- 2021: Back from the Dead
- 2022: Diggin’ It
- 2024: My House
- 2024: LoveCop
- 2024: Ain’t Got Time
- 2025: Venus
- 2025: I’m So Excited